# Есмералда (фиктивни лик)
Есмералда (Француски: , рођена Агнес, измишљени је лик у роману Богородичина црква у Паризу који је написао Виктор Иго 1831. године. Есмералда је Ромкиња из Француске (при крају књиге открива се да је њена биолошка мајка била Францускиња). Стално привлачи мушкарце својим заводљивим плесовима, а стално је виђена у друштву паметне козе Ђали. Има око 16 година и представљена је као великодушна личност.

## Адаптације
Постоје бројне филмске адаптације књиге "Звонар Богородичине цркве".  У Дизнијевој верзији Есмералда је приказана као љубазна, брижна, независна и духовита Ромкиња која је спремна да помогне другима у невољи. Есмералдина највећа жеља је да одметници попут Квазимода и осталих Рома буду прихваћени у друштву и буду третирани као људи.  Обично свака адаптација приказује Есмералду као младу жену са двадесетак година, а не као девојчицу са 16 година као у роману.